# Hans van Zetten
Hans van Zetten (Leiden, 18 oktober 1948) is een Nederlandse sportverslaggever en voormalig turncoach. Van Zetten was de trainer van het Nederlandse damesturnteam en was sportcommentator voor NOS Studio Sport. Hij is geboren als Hans Hoogendam.

## Carrière
Hij doorliep het Huygenslyceum in Voorburg en studeerde economische wetenschappen aan Erasmus Universiteit Rotterdam. Van Zetten begon zijn loopbaan als turner. Op zijn zeventiende werd hij tweede op het NK junioren olympische meerkamp. Na een knieblessure was hij genoodzaakt om te stoppen met actief turnen. Hij ging training geven bij zijn vereniging Pro Patria. Hij was tevens gymnastiekleraar. Van 1977 tot 1980 was Van Zetten bij de KNGU trainer/coach van Jong Oranje en Landelijk Trainingscoördinator. Tussen 1980 en 1986 was hij bondscoach van het Nederlandse damesturnteam. 
Aansluitend schreef Van Zetten als sportverslaggever voor turnbladen en onder meer NRC Handelsblad en de Volkskrant. Ook werd hij jurylid bij turnwedstrijden. Van Zetten was vanaf oktober 1986 als freelancer voor de NOS actief als sportcommentator en verslaggever, als opvolger van Klaas Boot. Van Zetten versloeg wedstrijden in het turnen en ritmische gymnastiek tijdens de Olympische Zomerspelen van 1988, 1992, 1996, 2000, 2008, 2012 en 2016. Tijdens de Olympische Winterspelen van 1998, 2002 en 2006 was hij commentator bij kunstschaatsen en freestyleskiën. In 2010, 2014 en 2018 deed hij alleen het kunstschaatsen tijdens de Winterspelen. 
Tijdens de Olympische Zomerspelen 2012 versloeg Van Zetten de gouden turnwedstrijd aan de rekstok van Epke Zonderland. De video van zijn verslag ("Hij staat! Ik sta! Ik ga helemaal uit m'n dak!") werd door meer dan 600.000 mensen bekeken, het best bekeken fragment tijdens die Olympische Spelen op de website van de NOS. Tijdens de WK's Turnen 2013, 2014 en 2018 versloeg hij eveneens de gouden turnoefeningen aan de rekstok van Epke Zonderland. Hij kreeg in 2012 de voor het eerst uitgereikte Theo Koomen Award toegekend. In november 2020 vertrok Van Zetten bij de NOS vanwege ophef in verband met onheus gedrag tegen jonge turnsters in 2011.
Vanaf 1987 vervulde hij als operationeel officier verschillende functies bij de Koninklijke Landmacht. Van 1993 tot 2003 was Van Zetten militair docent aan de School Luchtdoelartillerie in Ede en aan het Instituut Defensie Leergangen in Rijswijk. Hij had de rang van luitenant-kolonel der Artillerie. In 2003 en 2004 was hij coördinator van de Defensie Topsport Selectie.
Naast zijn werk als commentator was hij van 2005 tot 2011 raadslid voor de VVD, eerst in de gemeente Leersum en vanaf 2006 in de fusiegemeente Utrechtse Heuvelrug. Sinds het najaar van 2015 is hij voorzitter van de VVD-afdeling in de gemeente Ermelo.

## Privéleven
Hans van Zetten is de zoon van turnster Jopie Hoogendam (1930-2019). Zijn moeder was ongehuwd bij zijn geboorte. In 1950 trouwde ze met turntrainer Huib van Zetten (1925-2007). Hans kreeg hierdoor de naam van zijn stiefvader. Pas later, op 10-jarige leeftijd, kreeg hij te horen dat Huib van Zetten niet zijn biologische vader is. Zijn zus Marianne van Zetten (1952-1980) was eveneens op hoog niveau turnster, tot zij in 1972 haar loopbaan vanwege een blessure moest afbreken. In 2001 werd hij gedecoreerd tot Ridder in de Orde van Oranje-Nassau met de zwaarden.